# Semiothisa insistaria
Semiothisa insistaria är en fjärilsart som beskrevs av Walker 1861. Semiothisa insistaria ingår i släktet Semiothisa och familjen mätare. Inga underarter finns listade i Catalogue of Life.